# 福道
福道位于福州金牛山，是中国首条全钢结构悬空步道。福道横贯象山、后县山、梅峰山和金牛山四座山脊，串起左海公园、梅峰山地公园、金牛山体育公园、国光公园和金牛山公园五个城市公园，设置10个主要出入口。
福道依金牛山山脊顺势而建，东北接左海公园，西南连闽江廊线。“福道”命名寓意为“福荫百姓，道法自然”，定位为“览城观景、休闲健身、生态环保”的城市休闲慢行系统。主轴线长约6.3公里，环线总长约19公里，最大坡度6.25%，宽度2.4米。栈道桥面采用栅格板，缝隙在1.5厘米以内，可满足轮椅通行。

## 历史
2014年，鼓楼区规划设计城市森林步道。原计划为地面步道，但区政府工作人员在新加坡考察学习时，受新加坡亚历山大城市森林步道启发，决定加以模仿。福道由设计亚历山大城市森林步道的新加坡锐科（英語：LOOK）建筑设计院和福州市规划设计研究院联合设计，于2015年开工建设。2016年春节，左海公园至金牛山段开放试运营。2017年底建成。2019年5月，福道启动夜景灯光工程。

## 获奖
- 2017年，“福州城市步道（福道）”（英語：Fuzhou Trans Urban Connector）获国际建筑奖（英语：International Architecture Awards）。[11]
- 2018年7月，“China Fuzhou Jin Niu Shan Trans-Urban Connector (Fudao 福道)”获新加坡总统设计奖（英語：President's Design Award Singapore）。
- 2019年2月，获“闽江杯”园林景观优质工程，为福建省行业界最高荣誉。
- 2019年5月，获中国钢结构金奖。[1]

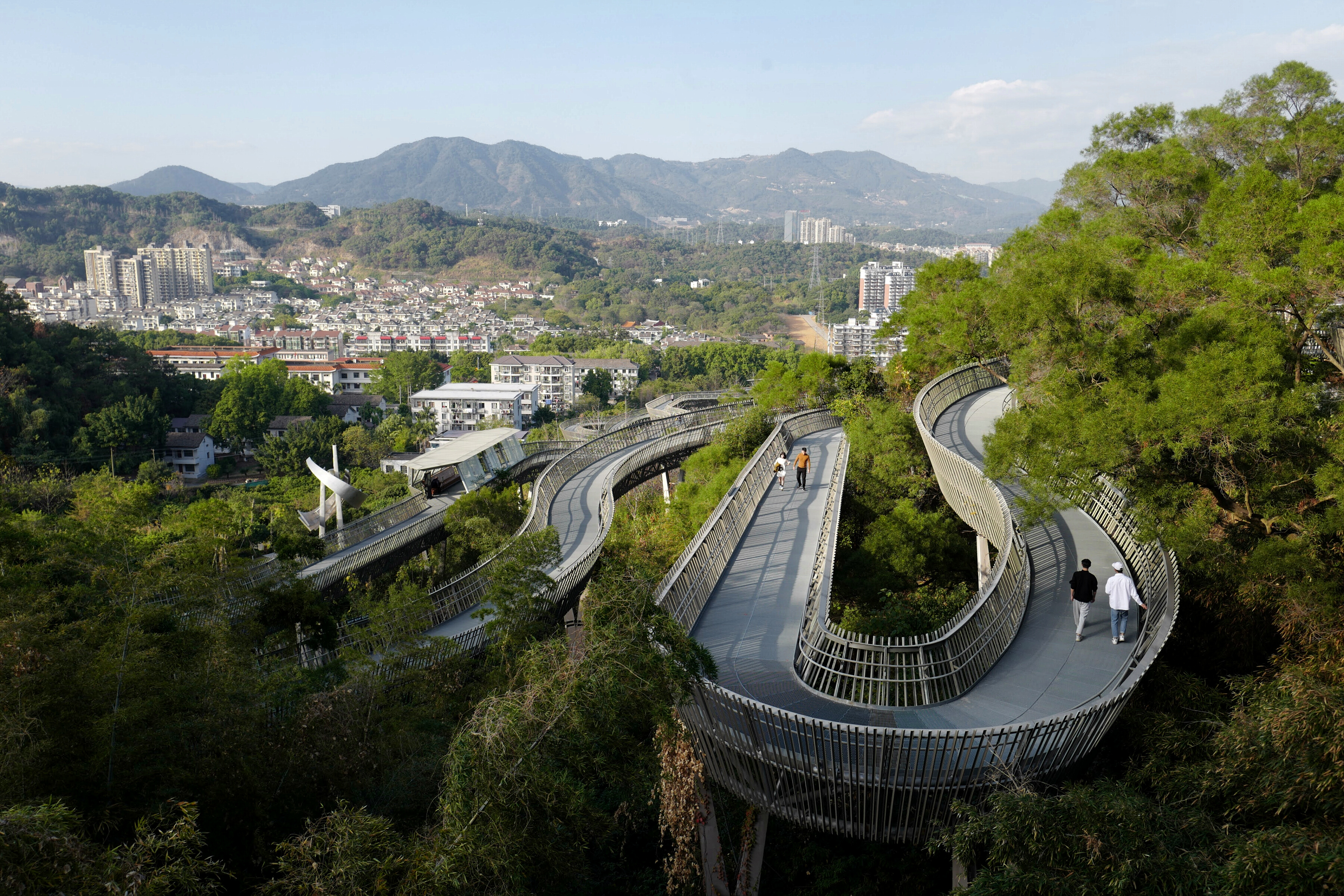
步道在林中穿过，可眺望城市
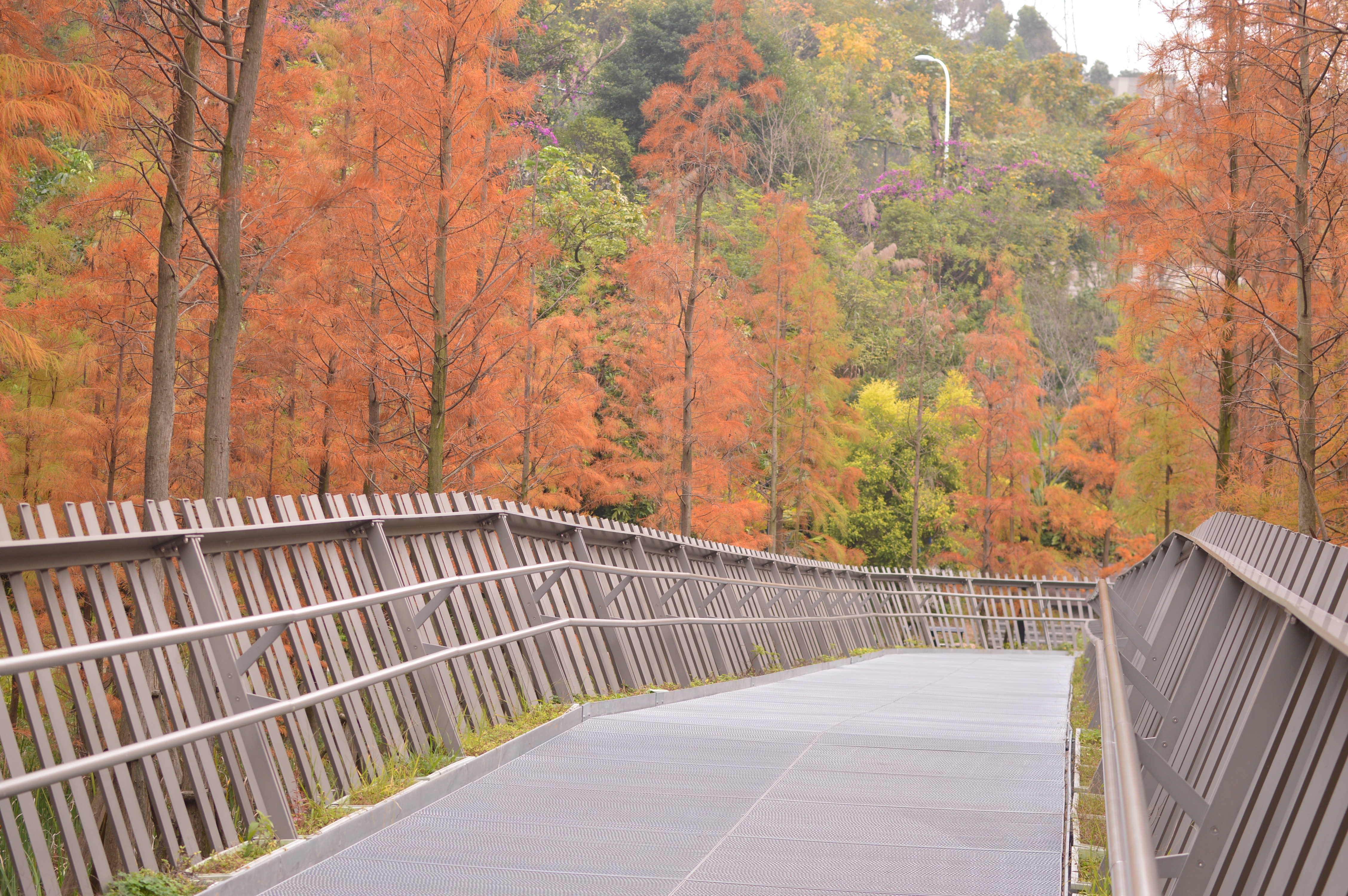
冬季的福道
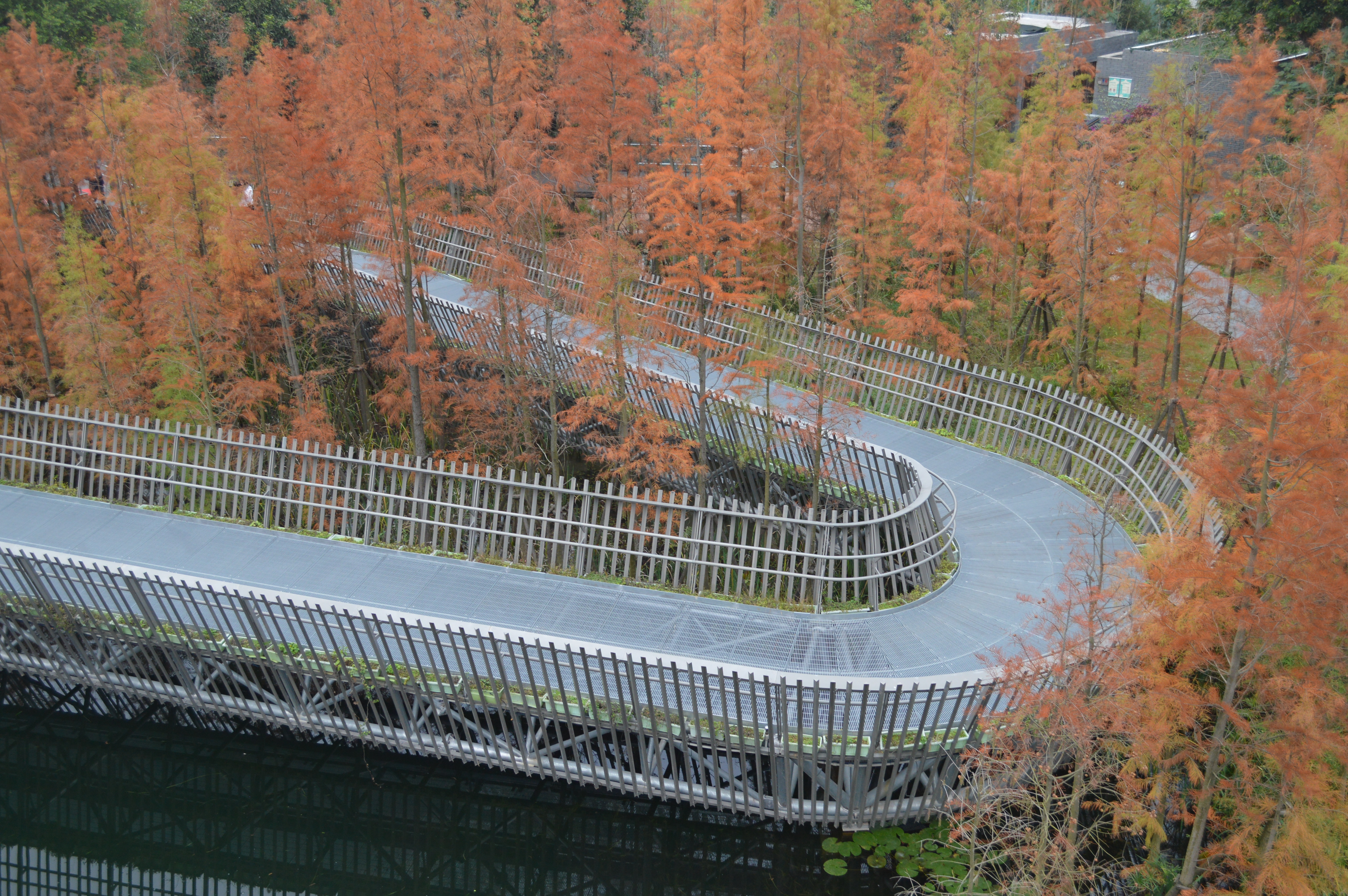
福道穿行于林中
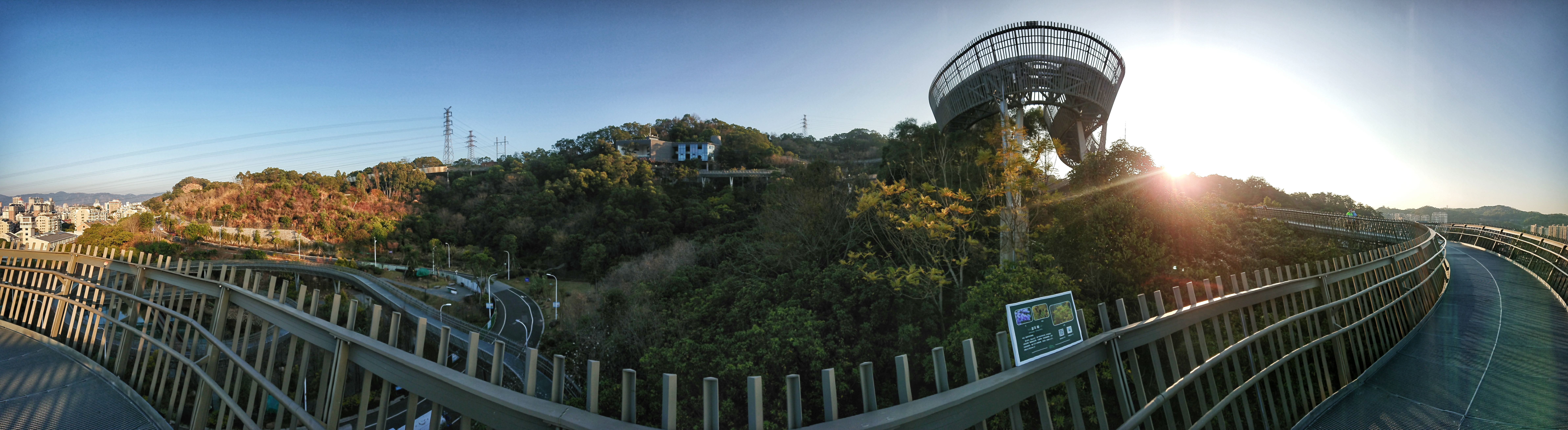